# Friedhelm Farthmann

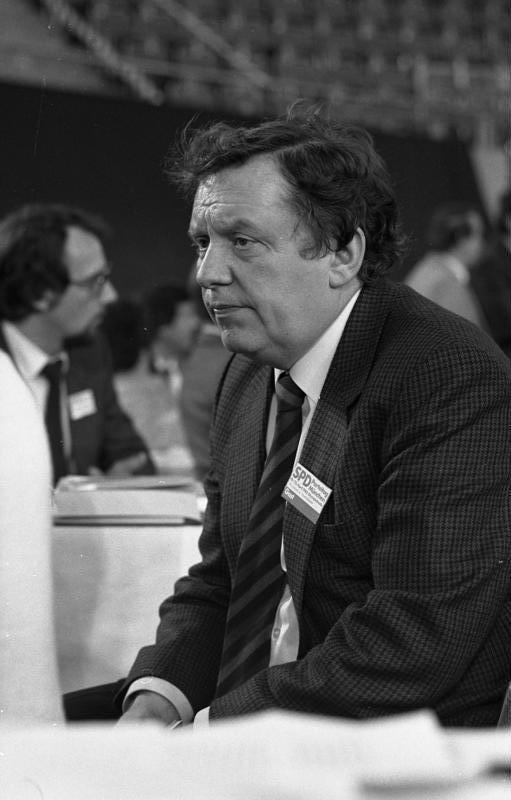
Friedhelm Farthmann, 1982

Friedhelm Farthmann (* 25. November 1930 in Bad Oeynhausen; † 9. Dezember 2024 in Bad Rothenfelde) war ein deutscher Politiker (SPD). Er war von 1975 bis 1985 Minister für Arbeit, Gesundheit und Soziales des Landes Nordrhein-Westfalen und von 1985 bis 1995 Vorsitzender der SPD-Landtagsfraktion.

## Leben
Friedhelm Farthmann studierte ab 1952 Rechts- und Staatswissenschaften in Göttingen. Dort wurde er 1957 mit der Dissertation Anfechtbarkeit und Anfechtung von Arbeitsverträgen promoviert. Er war Mitglied der Königsberger Burschenschaft Gothia zu Göttingen.
In den Jahren 1957 und 1958 war er Assistent an der Sozialakademie Dortmund und 1958/1959 Assistent an der Universität Heidelberg. Von 1961 bis 1965 war er Referent im Wirtschaftswissenschaftlichen Institut (WWI) der Gewerkschaften in Düsseldorf. Von 1965 bis 1971 leitete er die Abteilung Mitbestimmung, später Abteilung Gesellschaftspolitik, im Bundesvorstand des Deutschen Gewerkschaftsbundes (DGB). In den Jahren 1971 bis 1973 betätigte Farthmann sich als Geschäftsführer des Wirtschafts- und Sozialwissenschaftlichen Instituts (WSI) des Deutschen Gewerkschaftsbundes in Düsseldorf. Im Jahr 1973 wurde Farthmann von der Freien Universität Berlin zum Honorarprofessor ernannt.
Friedhelm Farthmann starb im Dezember 2024 im Alter von 94 Jahren. Er war in zweiter Ehe verheiratet und hinterließ zwei Kinder, vier Enkelkinder und drei Urenkel.

## Politik

### Partei
Seit 1958 war Farthmann Mitglied der SPD. Im Jahr 1977 kandidierte er für den Vorsitz der SPD Nordrhein-Westfalen. Er verlor in einer Kampfabstimmung gegen Johannes Rau, was gleichzeitig eine Vorentscheidung für das Amt des Ministerpräsidenten war. Ab 1979 war er Mitglied des Landesvorstandes der SPD Nordrhein-Westfalen. Bei der Wahl zum ersten Thüringer Landtag am 14. Oktober 1990 kandidierte Farthmann als Spitzenkandidat der SPD, konnte sich jedoch nicht gegen den CDU-Kandidaten Josef Duchač durchsetzen. Von 1991 bis 1992 war er Mitglied des Landesvorstandes Thüringen der SPD und von 1986 bis 1993 Mitglied des Bundesvorstandes der SPD.

### Abgeordneter
Von 1971 bis 1975 war er Mitglied des Deutschen Bundestages. Er zog 1971 als Nachrücker über die Landesliste der SPD Nordrhein-Westfalen in den Bundestag ein und gewann 1972 ein Direktmandat im Wahlkreis Rheydt – Grevenbroich II. Von 1980 zunächst bis zur Landtagswahl 1995 war er Abgeordneter des Landtages von Nordrhein-Westfalen. Da er 1995 kein Direktmandat gewinnen konnte und für die SPD kein Listenbewerber ein Mandat erhielt, konnte er erst im November 1995 als erster Nachrücker wieder in den Landtag einziehen, dem er dann noch bis 2000 angehörte.

### Politische Ämter
Von 1975 bis 1985 war er Minister für Arbeit, Gesundheit und Soziales des Landes Nordrhein-Westfalen. In den letzten Jahren seiner Amtszeit sah er sich mit der Aufgabe konfrontiert, die damals noch unbeherrschbar erscheinende AIDS-Epidemie einzudämmen, ohne Grundrechte unverhältnismäßig zu beschränken. Von 1985 bis 1995 war er Vorsitzender der SPD-Landtagsfraktion in NRW, wobei einer Wiederwahl 1995 entgegenstand, dass er zunächst kein erneutes Landtagsmandat erhalten hatte. In dieser Zeit prägte er als strikter Gegner der Frauenquote den Begriff des „Tittensozialismus“, mit dem er die am Geschlecht, nicht an der persönlichen Eignung orientierte Zusammensetzung von Parteigremien sowie die krampfhaften Bemühungen um eine geschlechterneutrale Sprache kritisierte. Außerdem machte er sich wiederholt dafür stark, kriminelle Ausländer beschleunigt abzuschieben.

### Weitere öffentliche Ämter
Farthmann war langjähriger Vorsitzender des Stiftungsrats der Deutschen Stiftung Patientenschutz und später dessen Ehrenvorsitzender.
Von 1983 bis 1990 gehörte Farthmann dem neu eingerichteten Beirat der gemeinnützigen Bertelsmann Stiftung an.

## Auszeichnungen
Farthmann wurde 1996 mit dem Verdienstorden des Landes Berlin ausgezeichnet. 2001 erhielt er den – nach dem Autor von Ein Planet wird geplündert benannten – Herbert-Gruhl-Preis der Herbert-Gruhl-Gesellschaft e. V. Im März 2006 erhielt er den Verdienstorden des Landes Nordrhein-Westfalen. Weiter erhielt er 1986 durch die Arbeiterwohlfahrt (AWO) die Marie-Juchacz-Plakette und im selben  Jahr durch den Vorstand der Landesgruppe Nordrhein-Westfalen der Vereinigung Freischaffender Architekten Deutschlands e. V. (VFA) die VFA-Plakette.

## Veröffentlichungen
- Anfechtbarkeit und Anfechtung von Arbeitsverträgen. Diss., Rechts- und staatswissenschaftliche Fakultät der Universität Göttingen, 1957.
- Entscheidungsjahre. Leben zwischen Freiheit und Ordnung. Econ, Düsseldorf 1980, ISBN  3-430-12595-2.
- Blick voraus im Zorn. Aufruf zu einem radikalen Neubeginn der SPD, Düsseldorf 1996. (scharfe Kritik an dem von ihm angenommenen Links-Kurs seiner Partei)